# تروتيكون
تروتيكون (بالألمانية: Truttikon) هي إحدى بلديات مقاطعة أندلفينغن في كانتون زيورخ في سويسرا. تبلغ مساحتها 4.42 كيلومتر مربع، ويقدر عدد سكانها بـ 478 نسمة (حسب تعداد ديسمبر 2017).